# Capricorn Mountain
Capricorn Mountain är ett berg i Kanada.   Det ligger i provinsen British Columbia, i den sydvästra delen av landet, 3 500 km väster om huvudstaden Ottawa. Toppen på Capricorn Mountain är 2 551 meter över havet, eller 474 meter över den omgivande terrängen. Bredden vid basen är 7,2 km.
Terrängen runt Capricorn Mountain är bergig österut, men västerut är den kuperad.Trakten runt Capricorn Mountain är nära nog obefolkad, med mindre än två invånare per kvadratkilometer.. Det finns inga samhällen i närheten. 
I omgivningarna runt Capricorn Mountain växer i huvudsak barrskog.